# Universidade Federal de Tecnologia, Minna
A Universidade Federal de Tecnologia de Minna (FUTMINNA) é uma instituição educacional pós-secundária do governo federal, localizada em Minna, Nigéria.
A FUTMINNA é especializada em educação tecnológica. A Universidade é um centro de excelência designado em Biotecnologia e Engenharia Genética e tem uma competência essencial no desenvolvimento de vacinas e medicamentos. [Carece de fontes?]
A FUTMINNA foi fundada em 1983 e o primeiro vice-chanceler foi o professor J.O. Ndagi que serviu de 1983 a 1990. Os corpos diretivos são o Conselho e o Senado. No início, a Universidade assumiu as instalações do antigo Colégio de Professores do Governo Bosso, para uso permanente. Este local agora serve como o Bosso Campus da Universidade. O principal campus gidan kwano, situado em uma área de 10.650 hectares, está localizado ao longo da estrada Minna - Kataeregi - Bida. A instituição está listada no Guia para o Ensino Superior na África, Associação de Universidades Africanas e a Associação Internacional de Universidades, 1999.

## Faculdades
A partir de 2018 a universidade tem 10 escolas (faculdades):
- Escola de Agricultura e Tecnologia Agrícola
- Escola de Infraestrutura, Tecnologia de Processos e Engenharia
- Escola de Tecnologia de Engenharia Elétrica
- Escola de Empreendedorismo e Tecnologia de Gestão
- Escola de Tecnologia Ambiental
- Escola de Ciências da Vida
- Escola de Ciências Físicas
- Escola de Tecnologia da Informação e Comunicação
- Escola de Tecnologia da Educação
- Escola de Pós-Graduação

## Outras organizações no campus
- Centre for preliminary and Extra Mural Studies  (CPES)
- Centro de Excelência em Gestão de Riscos de Desastres e Estudos de Desenvolvimento, operado pela Agência Nacional de Gerenciamento de Emergências (NEMA).
- Centro de Mudanças Climáticas e Recursos de Água Doce, que é associado ao Ministério Federal do Meio Ambiente, um nó do Instituto Global de Bio Exploração (Rutgers University, NJ, EUA)
- Centro de Assentamentos Humanos e Desenvolvimento Urbano (CHSUD) associado ao programa de Assentamentos Humanos da ONU.

## Afiliações
Colégio Federal de Educação (Técnico) Akoka, Estado de Lagos, Nigéria

## Recreação e esportes
Como parte de seu programa geral de condicionamento físico, a Universidade inclui uma arena esportiva iluminada em ambos os campi, pistas de atletismo, quadras de badminton, quadras de basquete, tênis de mesa, quadras de vôlei, campos de futebol, academia de ginástica, extensas passarelas de pedestres, Um campo de golfe e um centro de recreação para estudantes.
A estação de rádio dirigida por estudantes foi destruída pelo fogo em 2013. A partir de agora, a estação de rádio tem um novo edifício e um estúdio totalmente equipado, que foi encomendado em 2014 pelo VC.

## Alunos notáveis
- Kemi Adesoye